# ديفيد أ. هابارد
ديفيد أ. هابارد (بالإنجليزية: David A Hubbard)‏ هو لاعب كرة قدم أمريكية أمريكي، ولد في 29 سبتمبر 1955.